# (4510) Shawna
(4510) Shawna ist ein Asteroid des inneren Hauptgürtels, der am 13. Dezember 1930 von dem US-amerikanischen Astronomen Clyde Tombaugh (1906–1997) am Lowell-Observatorium (IAU-Code 690) in Flagstaff, Arizona entdeckt wurde, fast neun Monate nach seiner Entdeckung des Zwergplaneten Pluto.
Der Asteroid gehört der Vesta-Familie an, einer großen Gruppe von Asteroiden, benannt nach (4) Vesta, dem zweitgrößten Asteroiden und drittgrößten Himmelskörper des Hauptgürtels.
(4510) Shawna wurde am 28. Mai 1991 nach Shawna Willoughby benannt, einer Enkelin Clyde Tombaughs. Nach einer weiteren Enkelin Tombaughs, Nichole Tombaugh, wurde der von ihm entdeckte Asteroid des inneren Hauptgürtels (4755) Nicky benannt.